# Olympiapark London

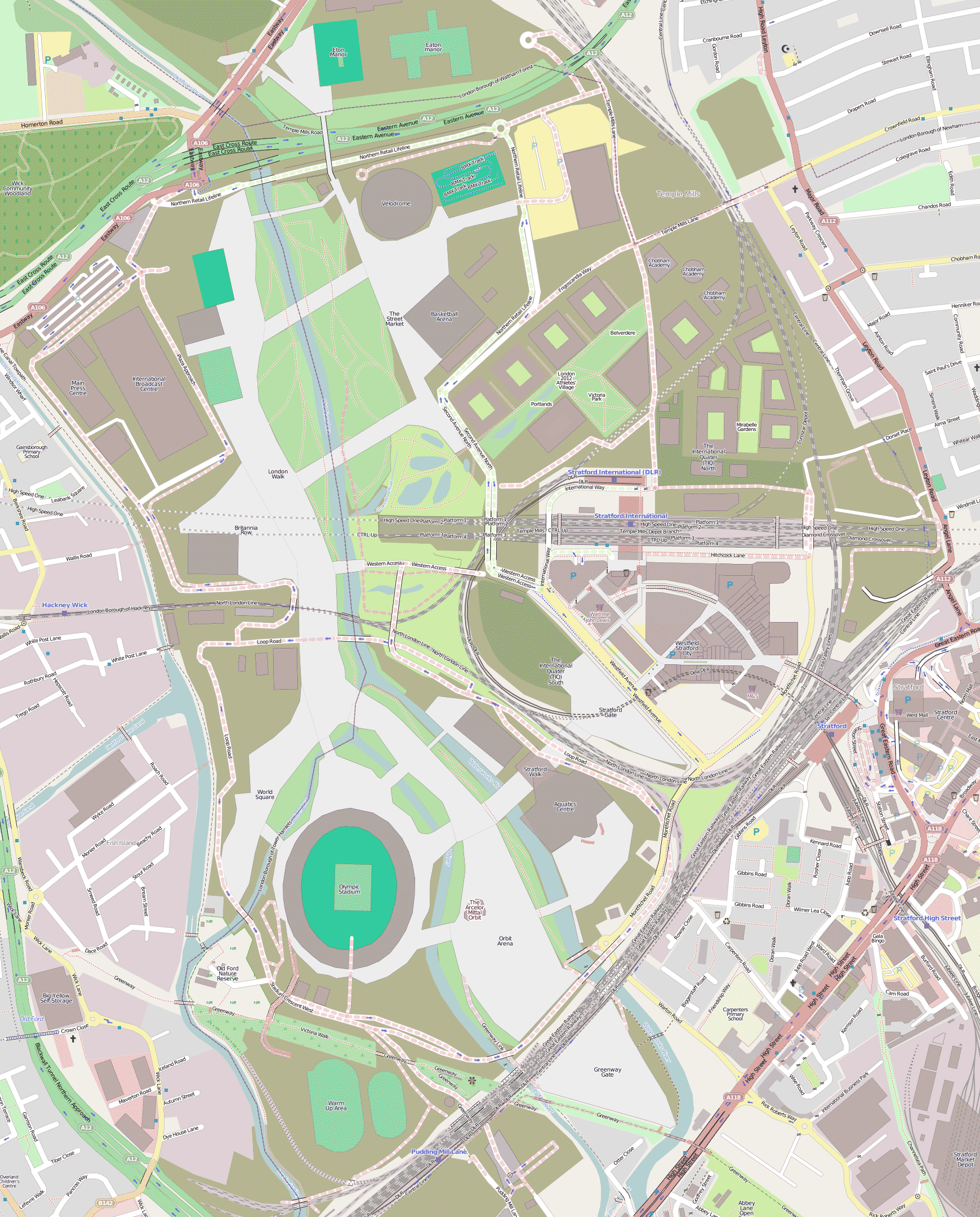
Übersichtsplan des Olympiaparks

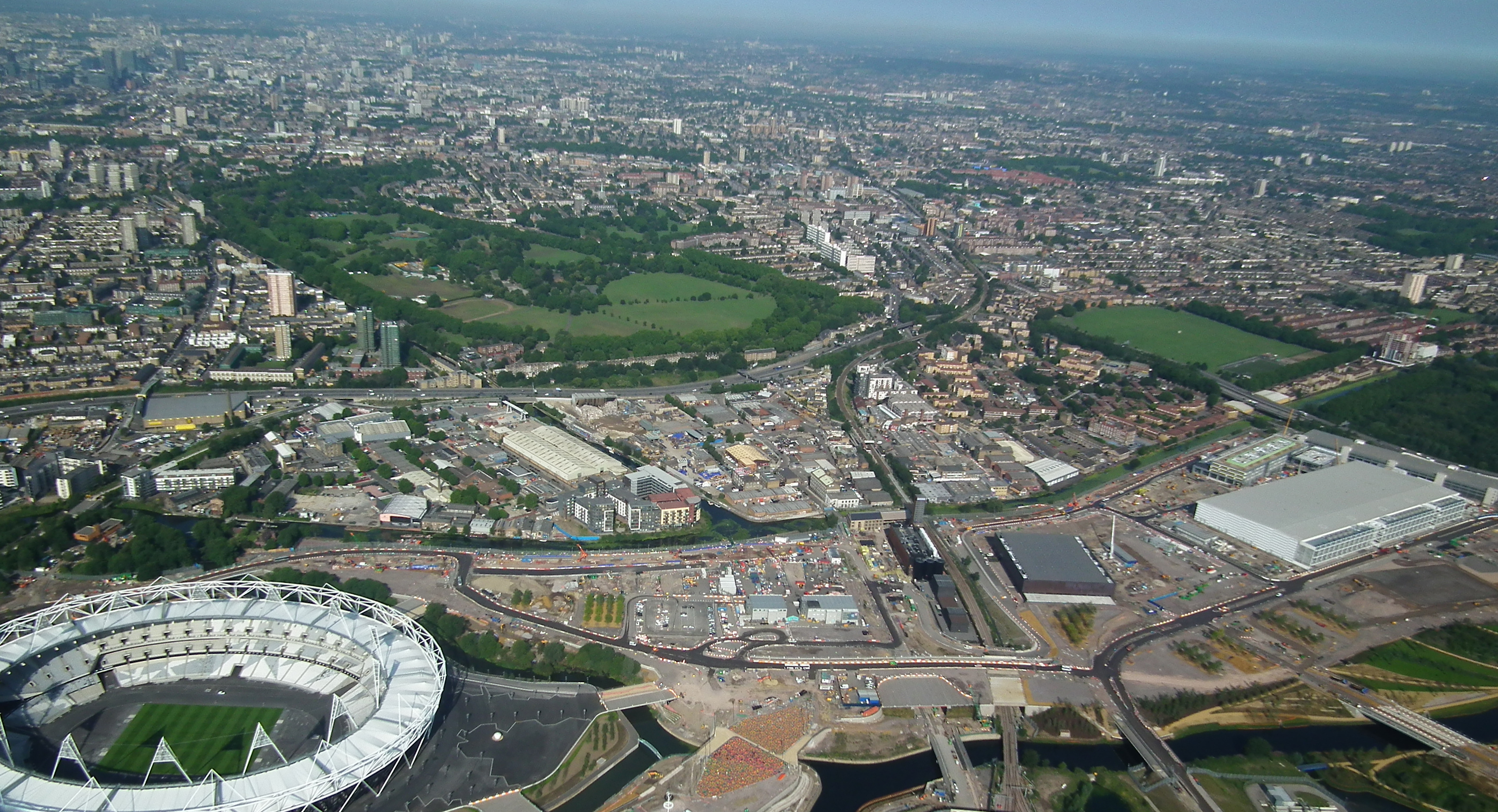
Luftansicht des Olympiaparks

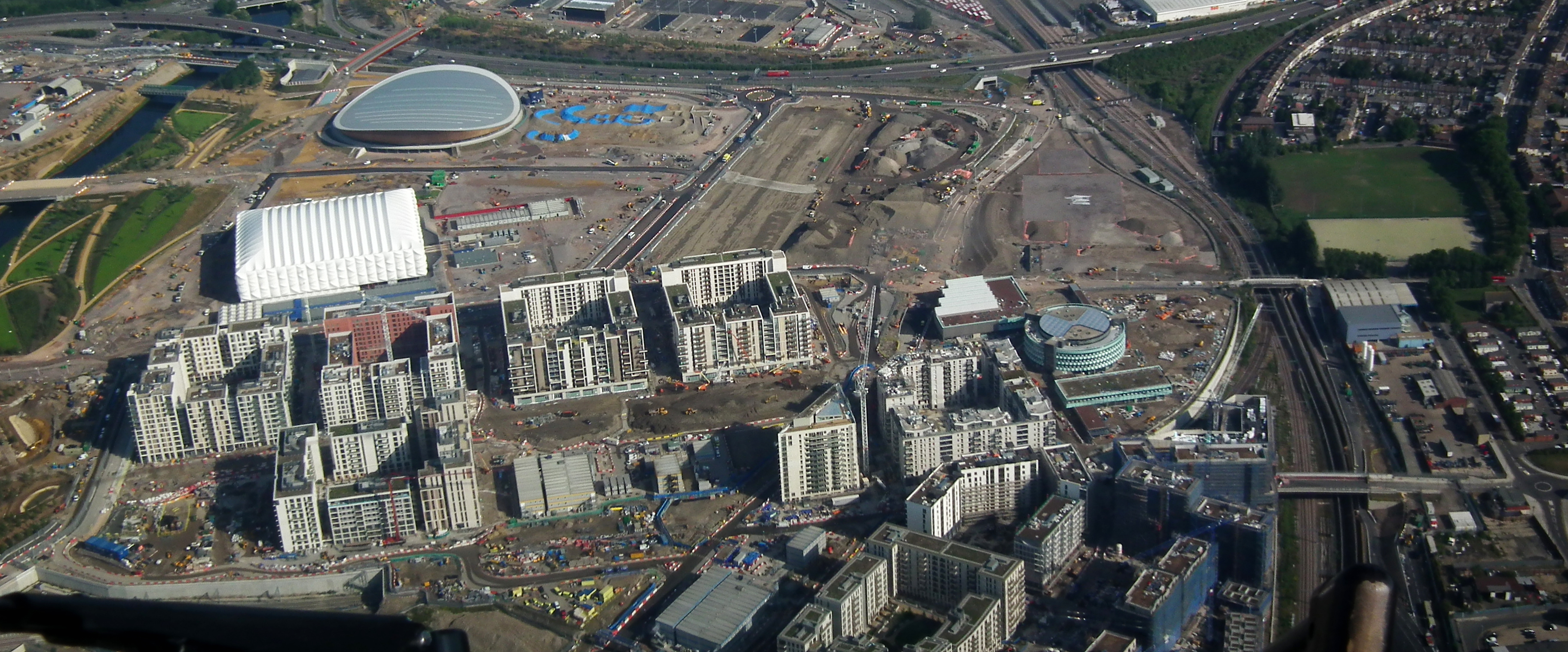
Vorne das olympische Dorf, links dahinter die Basketball Arena und das Velodrom

Der Olympiapark (englisch Olympic Park, nach den Olympischen Spielen 2012 anlässlich des 60. Thronjubiläums von Königin Elisabeth II. offiziell in Queen Elizabeth Olympic Park umbenannt) ist ein parkartiges Gelände in London mit mehreren bedeutenden Sportanlagen. Er war der Hauptveranstaltungsort der Olympischen Spiele 2012 und der Paralympics 2012. Der 250 Hektar große Olympiapark liegt am River Lea im Osten der Stadt. Er entstand durch die vollständige Umgestaltung einer Industriebrache, zu der auch ein stillgelegtes Bahnbetriebswerk gehörte.

## Lage
Das etwas mehr als zwei Kilometer lange und bis zu 1,25 Kilometer breite Gelände befindet sich im Tal des River Lea, einem Nebenfluss der Themse. Es ist etwa 250 Hektar groß und liegt überwiegend im Stadtteil Stratford, der zum London Borough of Newham gehört. Kleinere Teile im Westen liegen in den Stadtteilen Bow (London Borough of Tower Hamlets) und Homerton (London Borough of Hackney), der nördliche Zipfel im Stadtteil Leyton (London Borough of Waltham Forest). Mehrere Bäche, die zum Teil vor Jahrhunderten künstlich angelegt wurden, durchziehen das Gelände und werden unter der Bezeichnung Bow Back Rivers zusammengefasst.
Die Royal Mail gab dem Olympiapark und dem östlich anschließenden Entwicklungsgebiet Stratford City die Postleitzahl E20, die zuvor nur für den fiktiven Stadtteil Walford in der Fernsehserie EastEnders verwendet worden war.
Erschlossen wird das Gelände durch zwei Bahnhöfe. Am Bahnhof Stratford an der Südostseite des Parks halten Vorortszüge von National Rail und London Overground, die U-Bahn-Linien Central Line und Jubilee Line der London Underground sowie die Docklands Light Railway (DLR). Am Bahnhof Stratford International, der inmitten des Parks liegt, halten DLR-Züge sowie Züge auf der Schnellfahrstrecke High Speed 1. Am südlichen Ende des Olympiaparks liegt die DLR-Station Pudding Mill Lane, die während der Spiele jedoch aus Kapazitätsgründen nicht bedient wurde.

## Bauwerke
In seinem Ausbauzustand zu den Olympischen Spielen 2012 und zu den Paralympics 2012 umfasste der Olympiapark die folgenden Bauwerke und sonstigen Sportanlagen:
| Anlage           | Kapazität                                                 | Wettbewerbe                                                                                            | Verbleib bzw. Nachnutzung | Bild |
| ---------------- | --------------------------------------------------------- | --- | --- | ---- |
| Olympiastadion   | 80.000 Zuschauer                                          | Leichtathletik, Eröffnungs- und Abschlussfeier                                                         | Umbau und Reduzierung der Kapazität auf 60.000 Zuschauer, Stadion des Fußballclubs West Ham United                                                                                              |      |
| Aquatics Centre  | 17.500 Zuschauer                                          | Schwimmen, Synchronschwimmen, Wasserspringen                                                           | Rückbau der temporären Zuschauertribünen, Weiternutzung durch Sportvereine und Schulen |      |
| Riverbank Arena  | 16.000 Zuschauer                                          | Hockey, 5er- und 7er-Fußball (Paralympics)                                                             | Verkleinerung auf 5.000 Zuschauerplätze, Verlegung zum Eton Manor (s. u.) und Umbenennung in Lee Valley Hockey Center                                                                           |      |
| Basketball Arena | 12.000 Zuschauer                                          | Basketball-Vorrundenspiele, Handball-Finalspiele, Rollstuhlrugby und Rollstuhlbasketball (Paralympics) | vollständiger Rückbau |      |
| Copper Box       | 7.000 Zuschauer                                           | Handball-Vorrundenspiele, Fechtwettbewerbe des Modernen Fünfkampfes                                    | Weiternutzung als Mehrzweckhalle |      |
| Velopark         | 6.000 Zuschauer (Velodrome), 6.000 Zuschauer (BMX-Anlage) | Bahnradsport, BMX                                                                                      | Rückbau der temporären Tribünen an der BMX-Anlage, Erweiterung um einen Cross-Country-Kurs und einen Straßenradsport-Kurs, Umbenennung in Lee Valley VeloPark, Weiternutzung durch Sportvereine |      |
| Water Polo Arena | 5.000 Zuschauer                                           | Wasserball                                                                                             | vollständiger Rückbau |      |
| Eton Manor       | 10.500 Zuschauer (Paralympics)                            | Rollstuhltennis (Paralympics), Trainingszentrum                                                        | Rückbau der temporären Tribünen, Weiternutzung durch Sportvereine |      |

Im nordöstlichen Teil des Olympiaparks, zwischen dem Bahnhof Stratford International und dem Velopark, wurde das olympische Dorf errichtet. Auf einer Fläche von 73 Hektar standen insgesamt 17.320 Betten in 3.300 Wohnungen für die meisten der 10.520 Athleten und ihrer Betreuer zur Verfügung. Im zentralen Speisesaal konnten gleichzeitig bis zu 5.500 Personen verpflegt werden. Nach Ende der Spiele entsteht aus dem olympischen Dorf das Wohnviertel Chobham Manor.
Östlich neben dem Olympiastadion entstand nach den Plänen der Künstler und Bildhauer Anish Kapoor und Cecil Balmond der 115 Meter hohe Aussichtsturm ArcelorMittal Orbit. Das Bauwerk wurde im Jahr 2012 fertiggestellt und ist gleichzeitig das größte Kunstwerk im öffentlichen Raum im Vereinigten Königreich. Das London Olympics Media Centre im Nordwesten des Olympiaparks bot schließlich Platz für die 20.000 während der Spiele anwesenden Medienschaffenden.

## Geschichte des Geländes
Ausgrabungen, die der archäologische Dienst des Museum of London im Zusammenhang mit dem Bau des Olympiaparks vornahm, ergaben zahlreiche bemerkenswerte Funde. Auf der Baustelle des Aquatics Centre kamen vier 3000 Jahre alte Gräber aus der Bronzezeit, die Überreste einer mindestens 2000 Jahre alten Hütte aus der Eisenzeit sowie Töpferwaren aus dem 4. Jahrhundert zum Vorschein. Am Standort des späteren Olympiastadions fand man bei einer hölzernen Flussufermauer eine römische Münze aus der Zeit um 330/335 n. Chr., ebenso ein kleines Boot aus dem frühen 19. Jahrhundert.
Die alte Furt (Old Ford) unmittelbar westlich des Olympiastadions war in der Antike die am nächsten zur Mündung gelegene begehbare Stelle über den Lea. Die Römer erweiterten einen bereits bestehenden Weg zu einer Straße, die Londinium (London) mit Camulodunum (Colchester) verband. Im Mittelalter begann man das Marschland entlang des Lea durch den Bau künstlicher Wasserwege, den Bow Back Rivers, trockenzulegen und für die Landwirtschaft nutzbar zu machen. Gemäß der Angelsächsischen Chronik soll König Alfred der Große im Jahr 896 das Anlegen eines Seitenkanals befohlen haben; die dadurch verursachte Wasserstandssenkung machte den dänischen Wikingern das Befahren des Lea mit Segelschiffen unmöglich.
Die Furt verlor rasch an Bedeutung, nachdem 1110 weiter flussabwärts bei Bow eine Brücke errichtet wurde – angeblich auf Veranlassung von Königin Matilda, die auf dem Weg nach Barking Abbey beim Überqueren des Flusses beinahe ertrunken sein soll. Andererseits wurde die Wasserkraft des Lea immer mehr für gewerbliche Zwecke genutzt. Beispielsweise betrieb der Templerorden ab 1185 im Norden des heutigen Olympiaparks zwei Getreidemühlen, die so genannten Temple Mills (die Bezeichnung blieb als Flurname erhalten). Über die Jahrhunderte kamen weitere Mühlen hinzu, darunter Lohmühlen, Ölmühlen, Pulvermühlen, Sägewerke und Walkmühlen. In der Nachbarschaft der Mühlen existierte von 1329 bis etwa 1860 ein Gutshof, das Chobham Manor.

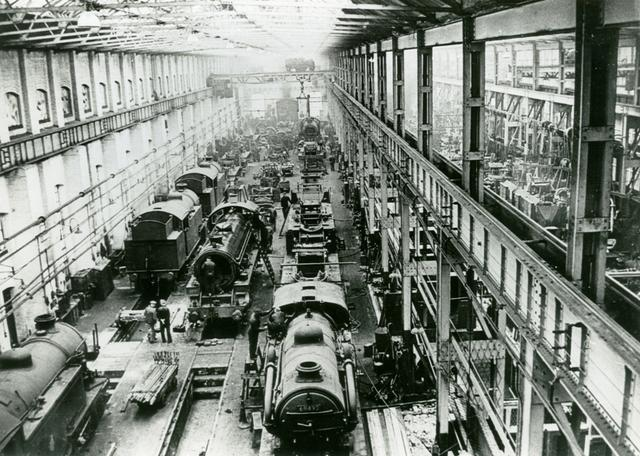
Reparaturwerkstätte in den Stratford Works

Im 18. und vor allem im 19. Jahrhundert siedelten sich immer mehr Industriebetriebe an, da sie wegen der Lärm- und Geruchsbelästigung nicht in Stadtnähe geduldet wurden. Dazu gehörten beispielsweise eine Porzellanmanufaktur, Lagerhäuser, Schlachthöfe, Chemie- und Pharmawerke, eine Bonbonfabrik und Kunststoffbetriebe. Mülldeponien und ungeklärtes Abwasser belasteten die Umwelt zusätzlich. Den größten Einfluss auf die Entwicklung des Gebiets hatte jedoch die 1847 eröffnete Fabrik für Lokomotiven der Eastern Counties Railway mit dem dazugehörigen Depot. 1862 gelangten die Stratford Works in den Besitz der Great Eastern Railway (GER). Nachdem die GER 1923 in der London and North Eastern Railway aufgegangen war, wandelten sich die Stratford Works zu einem Bahnbetriebswerk. Luftangriffe im Zweiten Weltkrieg verursachten große Schäden. Nach über 140 Jahren Tätigkeit wurden die Stratford Works am 31. März 1991 als Folge von Rationalisierungsmaßnahmen bei British Rail geschlossen.
Im Zuge der Deindustrialisierung in der zweiten Hälfte des 20. Jahrhunderts gaben viele Betriebe ihre Produktion auf und das Gelände lag weitgehend brach. Am Standort des olympischen Medienzentrums befand sich das 1932 eröffnete Hackney Wick Stadium. Darin fanden Speedway- und Windhundrennen statt. Nachdem der Betreiber 1997 in Konkurs gegangen war, wurde das Stadion 2003 abgerissen.

## Umgestaltung zum Olympiapark

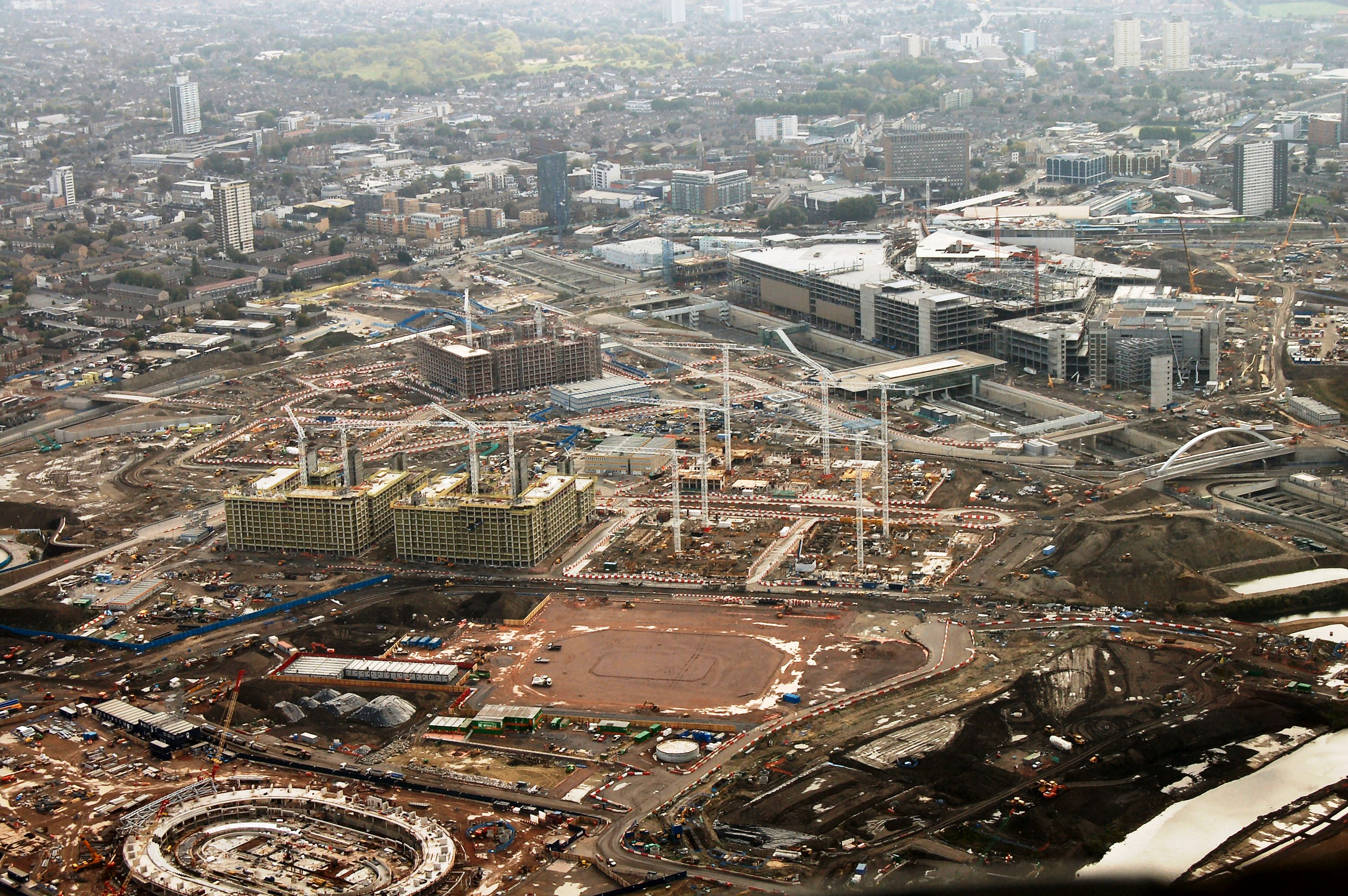
Olympiapark im Bau (Oktober 2009)

Am 6. Juli 2005 erhielt London den Zuschlag für die Ausrichtung der Olympischen Spiele und der Paralympics im Jahr 2012. Die öffentlich-rechtliche Olympic Delivery Authority (ODA), deren Aufgabe die Planung und der Bau der Sport- und Infrastrukturanlagen ist, erteilte im Januar 2006 dem EDAW Consortium den Auftrag, einen Masterplan für den Olympiapark zu entwerfen. Das Konsortium umfasste neben EDAW auch Arup, BuroHappold und WS Atkins. Ebenfalls 2006 begann man mit der Errichtung von zwei Kabeltunneln (je 6 km Länge), damit 52 Freileitungsmasten mit einer Höhe von bis zu 65 Metern, die bisher das Gelände geprägt hatten, ersetzt werden konnten. Im Sommer 2007 folgte der Abriss von mehr als 220 Gebäuden. Außerdem nahm man eine umfassende Altlastensanierung vor, verbunden mit der Auskofferung und Reinigung des gesamten Erdreichs. Der Fluss Lea und die Seitenkanäle der Bow Back Rivers wurden zum Teil renaturiert, was die Ausweitung von Feuchtgebieten ermöglichte.
Im Mai 2008 begannen die Bauarbeiten an der ersten dauerhaften Sportanlage, dem Olympiastadion, im Juli 2008 am olympischen Dorf. Die ODA konnte ihr selbst gestecktes Ziel, die meisten Sportanlagen ein Jahr vor den Spielen fertigzustellen, weitgehend einhalten. Am 27. Januar 2012 wurde das olympische Dorf dem Organisationskomitee LOCOG übergeben. Die offizielle Einweihung des Olympiastadions erfolgte am 6. Mai 2012 – exakt 2012 Stunden vor der Eröffnungsfeier der Olympischen Spiele – vor rund 40.000 Zuschauern im Rahmen der britischen Universitäts- und Hochschul-Leichtathletikmeisterschaften.

## Nachnutzung

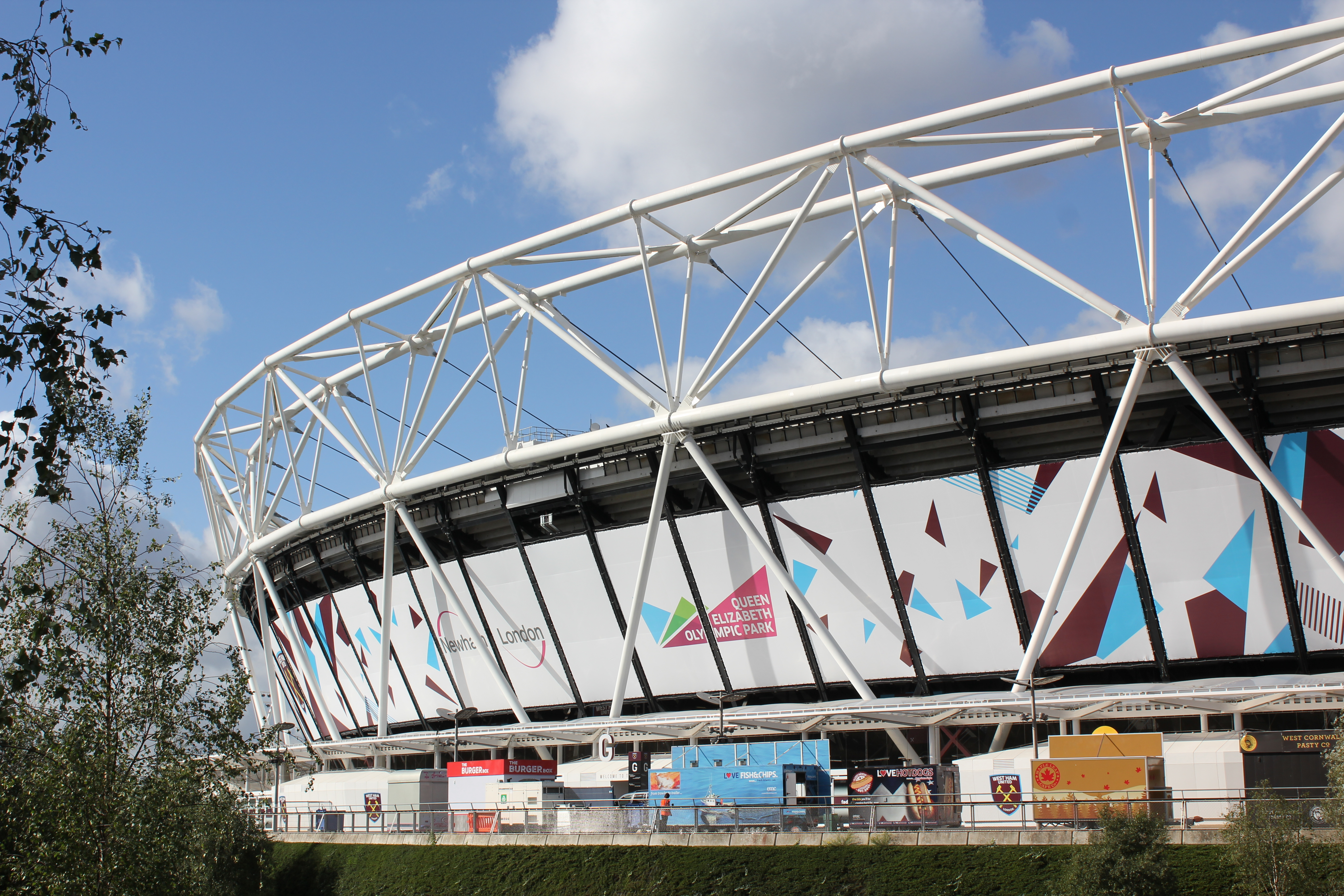
Zustand des Olympiastadions nach dem Umbau (September 2016)

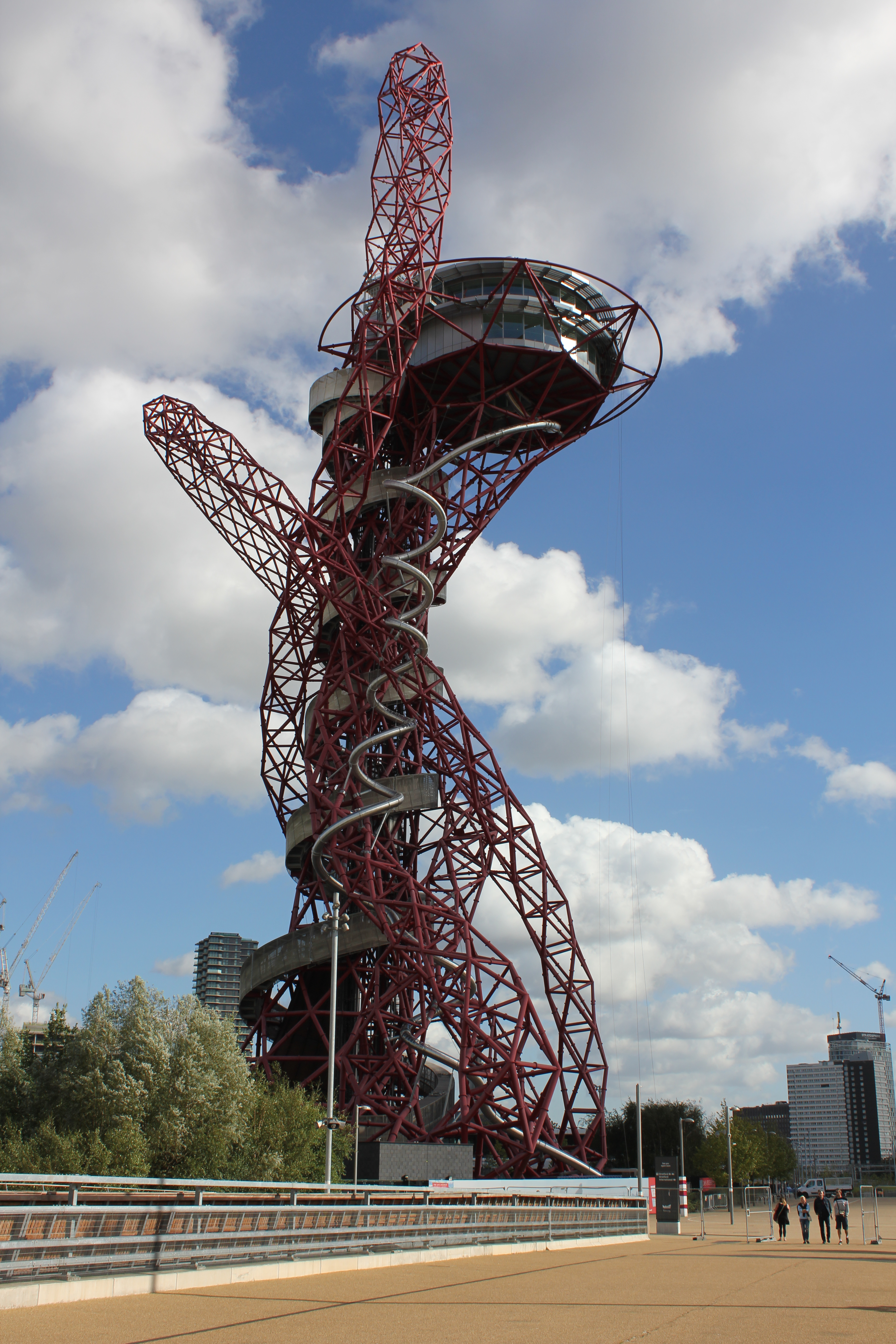
ArcelorMittal Orbit, zu erkennen ist die im Juni 2016 eröffnete Röhrenrutsche The Slide.

Nach Beendigung der Spiele und dem Abbau der temporären Sportanlagen wird der Olympiapark inzwischen auf verschiedene andere Weise genutzt. Die dauerhaft bestehenden Anlagen werden größtenteils von lokalen Sportvereinen weitergenutzt. Außerdem bleiben die Sportstätten auch weiterhin Veranstaltungsorte für internationale Sportwettkämpfe; so fanden im Olympiastadion beispielsweise Spiele der Gruppenphase der Rugby-Union-Weltmeisterschaft 2015 statt. Auch für die Leichtathletik-Weltmeisterschaften 2017 und die Leichtathletik-Weltmeisterschaften der Behinderten 2017 diente das Londoner Olympiastadion als Austragungsort.
Nach einem umfangreichen Umbau und einer Reduzierung der Zuschauerkapazität von 80.000 auf 54.000 nutzt der englische Fußballverein West Ham United das Olympiastadion seit der Saison 2016/17 als neue Spielstätte. Diese Entscheidung wurde nach langwierigen Auseinandersetzungen im März 2013 bekanntgegeben. Die Vereinbarung mit dem Fußballclub sieht vor, dass jeden Sommer für sechs Wochen der britische Leichtathletik-Verband UKA das Stadion für seine Wettkämpfe nutzen kann.
Aus dem ehemaligen olympische Dorf nördlich des Bahnhofs Stratford International entstand das Wohnviertel Chobham Manor. Hier stehen seit dem Abschluss der Umbaumaßnahmen insgesamt 2.818 Wohnungen, ein Gesundheitszentrum und ein Schulzentrum für rund 1.800 Schüler zur Verfügung. Benannt wurde das neue Viertel nach einem ehemaligen Gutshof, der sich vom 14. bis 19. Jahrhundert an dieser Stelle befand.
Zusätzlich zum olympischen Dorf entstanden an vier weiteren Standorten neue Siedlungen. Geplant waren insgesamt rund 8.000 neue Wohnungen sowie die dazugehörenden öffentlichen Einrichtungen und Infrastruktur. Diese Quartiere erhalten die Namen East Wick (im Norden des Olympiaparks), Sweetwater (zwischen Copper Box und Olympiastadion), Pudding Mill (im Süden des Olympiaparks) und Marshgate Wharf (ebenfalls im Süden des Olympiaparks). Auch die Namen dieser Siedlungen haben historische Wurzeln und nehmen keinen Bezug auf die Olympischen Spiele.
Im ehemaligen Medienzentrum im Nordwesten des Parks stehen nach Ende der Olympischen und Paralympischen Spiele insgesamt 90.000 m2 Büro- und Gewerbefläche zur Verfügung. Seit August 2013 hat unter anderem der Fernsehsender BT Sport seinen Sitz im Media Center. Das University College London plant östlich des Olympiaparks außerdem den Bau eines neuen Campus.
Der Aussichtsturm ArcelorMittal Orbit bleibt als dauerhafte Erinnerung an die Olympischen Spiele 2012 im Olympiapark bestehen. Er ist seit April 2014 der Öffentlichkeit zugänglich. Am 24. Juni 2016 wurde die im Nachhinein am Turm angebrachte, 78 Meter hohe und 178 Meter lange Röhrenrutsche The Slide eröffnet. Die Rutsche ist die längste und höchste ihrer Art auf der Welt.
Die Manor Garden Allotments, eine seit dem Jahr 1900 existierende Kleingartenanlage am Nordrand des Olympiaparks, mussten dem Bau der olympischen Sportstätten weichen. Als Ersatz entstand 2016 eine neue Anlage an der Pudding Mill Lane.

## Auszeichnungen
Der Olympiapark, dessen Pflanzungen von Nigel Dunnett und James Hitchmough entworfen wurden, wurde 2013 mit dem Europäischen Gartenpreis in der Kategorie „Innovatives Konzept oder Design eines zeitgenössische Parks oder Gartens“ ausgezeichnet.